# Хоптянка
Хоптя́нка — село в Україні, у Скалатській міській громаді Тернопільського району Тернопільської області.  До 2015 року підпорядковане Подільській сільській раді. У зв'язку з переселенням мешканців хутір Михайлівка виведений з облікових даних.
Розташоване на півдні району.
Населення — 132 особи (2007).

## Історія
Перша писемна згадка — 1785.
До середини 19 ст. називалося Юзефівка.
Діяли «Просвіта» та інші товариства. 1956 на х. Михайлівка внаслідок пожежі згоріло 15 будівель.
14 липня 2015 року ввійшло у склад Скалатської міської громади.
12 червня 2020 року, відповідно до розпорядження Кабінету Міністрів України  № 724-р «Про визначення адміністративних центрів та затвердження територій територіальних громад Тернопільської області», село увійшло до складу Скалатської міської громади.
19 липня 2020 року в результаті адміністративно-територіальної реформи та ліквідації Підволочиського району, село увійшло до складу новоствореного Тернопільського району.

## Релігія
- церква Покрови Пресвятої Богородиці (2013, кам'яна, УГКЦ),
- греко-католицька капличка (1996, дерев'яна).

## Пам'ятники
Споруджено пам'ятник воїнам-односельцям, полеглим у німецько-радянській війні (1965), насипано символічну могилу Борцям за волю України (1992).

## Соціальна сфера
Працює торговельний заклад.
Виготовляються саджанці рослин у приватному тепличному господарстві.

## Галерея

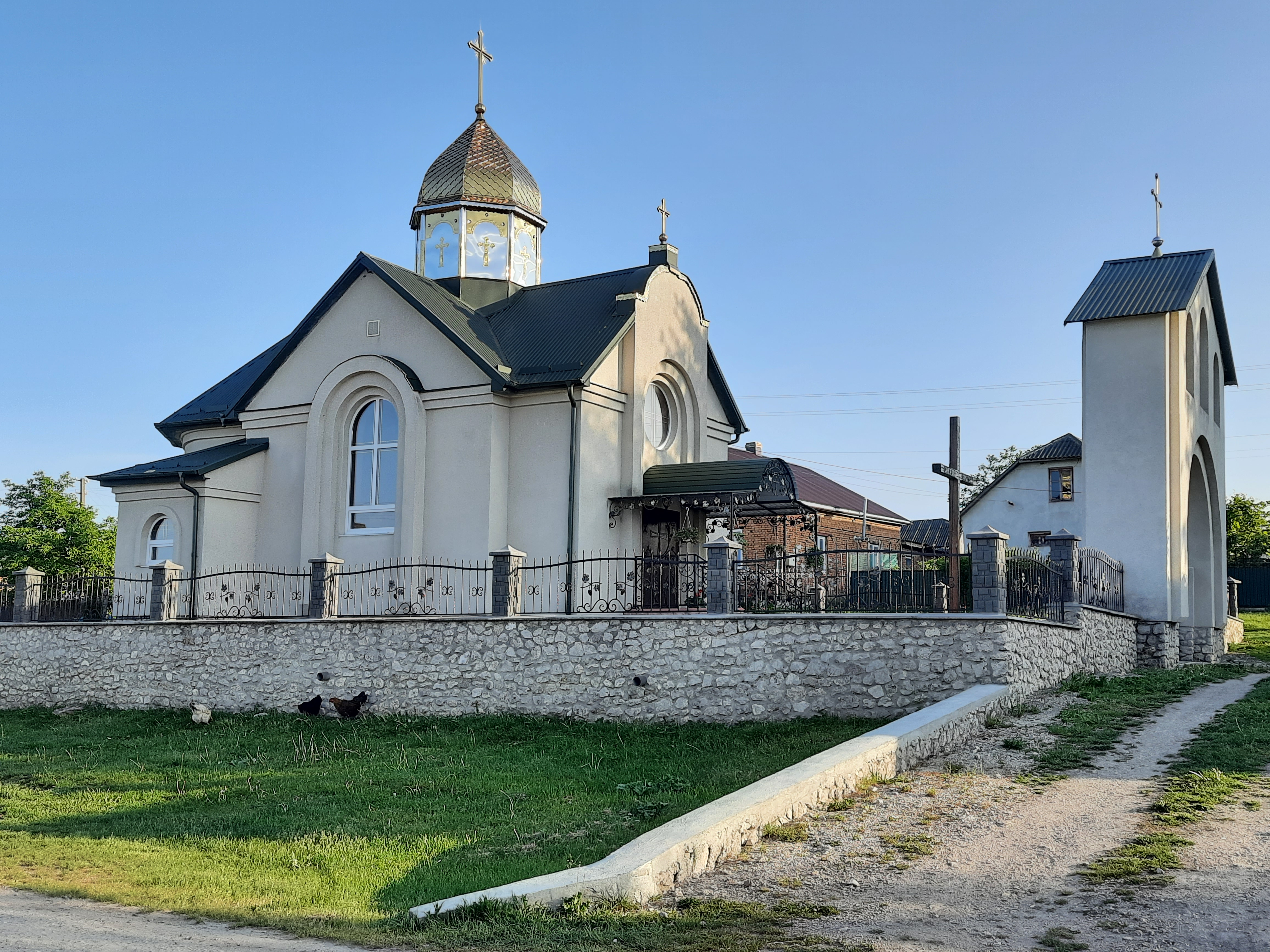
Церква Покрови Пресвятої Богородиці
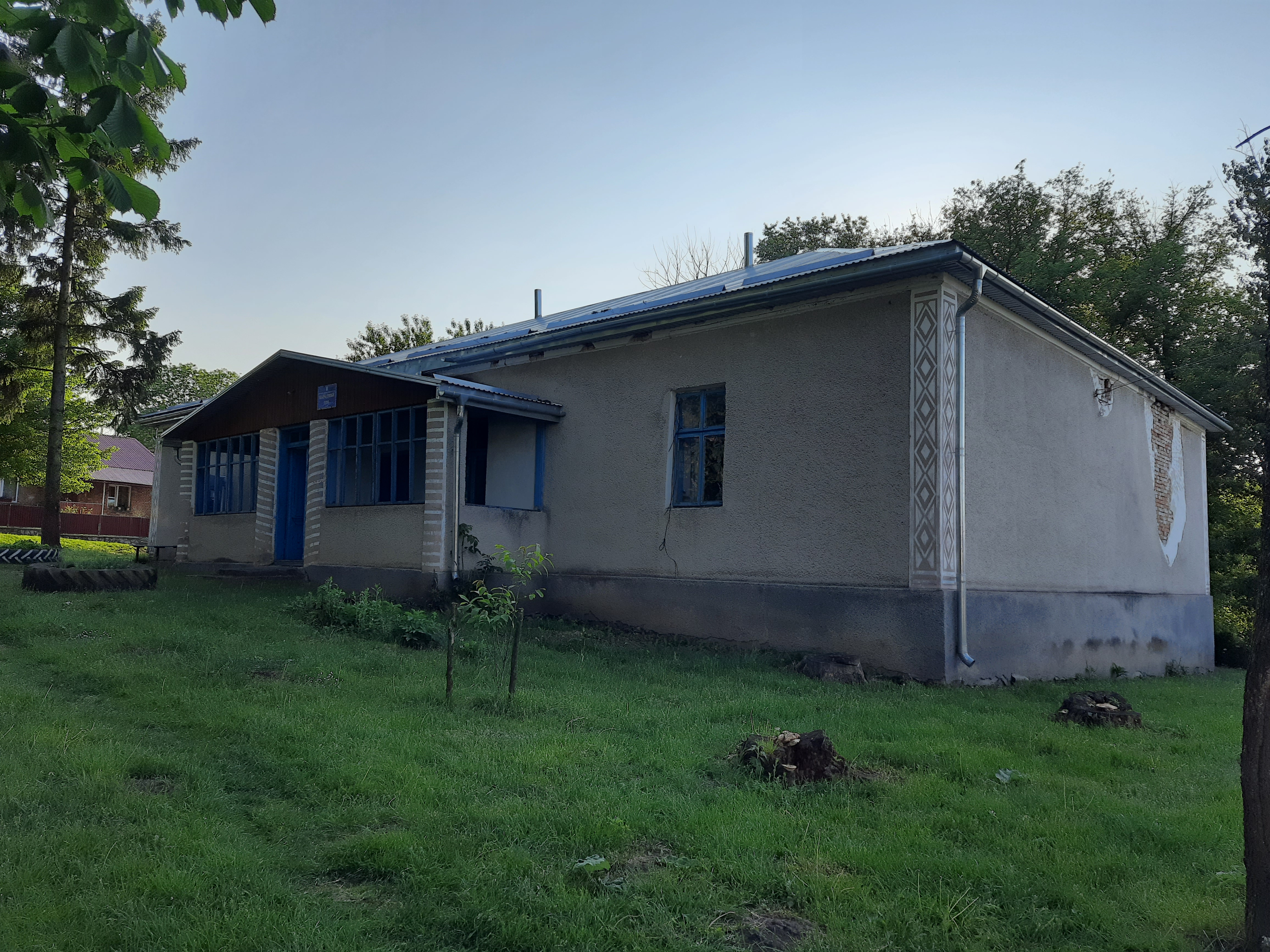
Народний дім
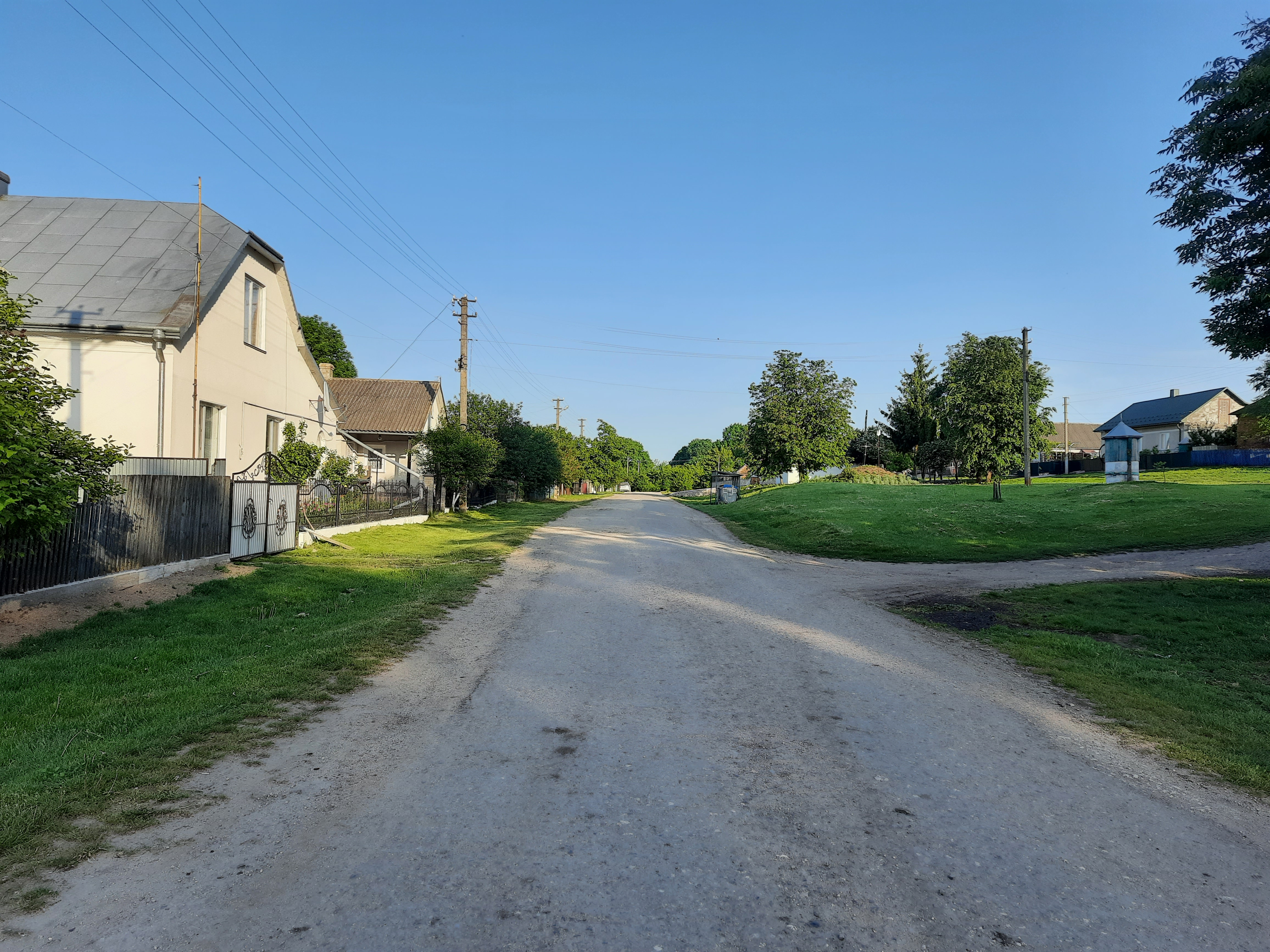
Сільська вулиця
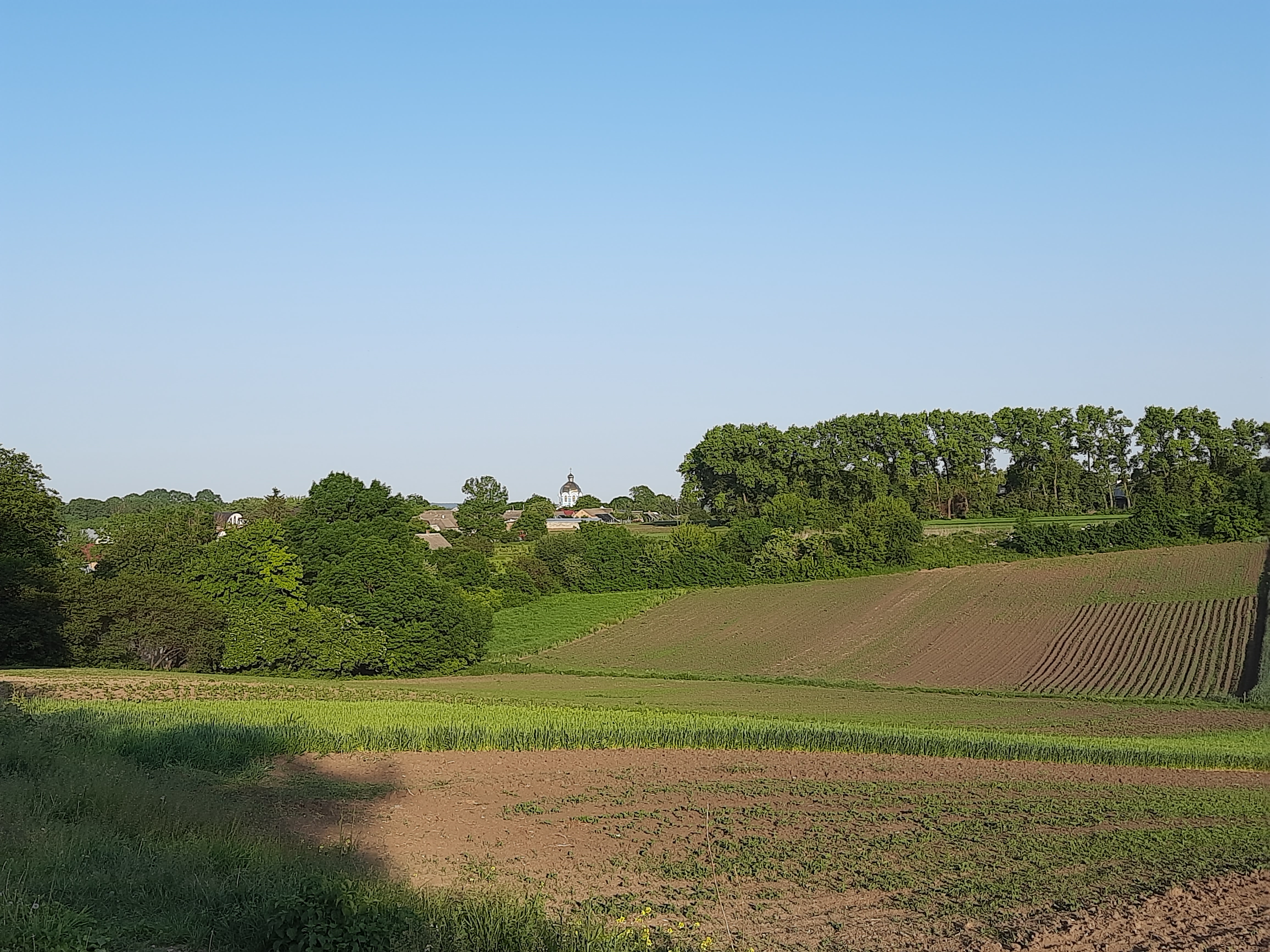
Сільський краєвид